# Иван Вујич
Иван Васиљевич Вујич (1813—1884) — генерал-мајор и професор Николајевске академије у руском Генералштабу. Према очевој страни по народности је српског порекла, а место у историји је добио у Љермонтовом роману Јунак нашег доба.

## Биографија
Рођен је 13. априла 1813. у дворјанској породици, оцу Василију Атанасијевичу Вујичу (рус. Василий Афанасьевич Вуич) који је био пуковник руске војске и ветеран руско-турских ратова и мајци Јекатерини Јевграфовни Смагини. Завршио је Николајевску кавалеријску школу и са чином корнета 25. јуна 1831. ступио у коњички (лејбгвардијски) пук. 1833. положио је испит на Николајевској Генералштабној академији и након курза ступио 25. новембра 1835. у Гардију Генералштаба где је стекао чин поручника. 1838. служио је на Кавказу, где се упознао са Михаилом Љермонтовим.
10. новембра 1843. примљен је у Николајевску генералштабну академију као ванредни професор тактике. 6. децембра 1847. унапређен је у пуковника. 1849. постављен је за обер-интенданта Гардијске пешадије и наставио са службом на Академији, где је 3. марта постао професор Академије. На тој функцији остаје до 22. јануара 1850, када је именован за Обер-интенданта Гардијског пешадијског корпуса. 1850. у Санкт Петербуру објавио је књигу из ратне теорије Мали рат (рус. Малая война).
8. септембра 1855. унапређен је у генерал-мајора и служио војном министру и генерал-интенданту Главног штаба. Упокојио је 1857. Умро је 14. јуна 1884. у Санкт Петербургу где је и сахрањен.

## Породица
Ожењен је био са Павлом Николајевном Лори (рођена 1830) са којом је имао шесторо деце.
- Емануел (1849—?), директор полиције, сенатор
- Марија (1850—1940), уметник, умрла у емиграцији у Немачкој
- Ана (1856 или 1858 — 1911) мајка белоруског композитора, педагога Николаја Илича Аладова
- Николај (1863—1917), сенатор
- Георгиј (1867—1957), управник Петербуржских Императорских театров
- Александр (1868—1929) — статички саветник, коморник

Породица према очевој страни: деда Атанас Вујич, прадеда Манојло Вујич - ожењен са Аном Чокић.

## Фаталист
Љермонтов је у роману Јунак нашег доба Вујича уподобио у другом делу тог романа, са насловом Фаталист, који се дешава за време службовања на Кавказу.